# Standsicherheitsnachweis
Ein Standsicherheitsnachweis ist ein rechnerischer Nachweis der Stabilität, eine Berechnung mit den Methoden der Statik bzw. Baustatik und der technischen Mechanik oder der Geotechnik.
Andere Ausdrücke für den Begriff Standsicherheitsnachweis sind: Nachweis der Standfestigkeit, Standfestigkeitsnachweis, Tragfähigkeitsnachweis, Tragsicherheitsnachweis, Stabilitätsnachweis (auch: statische Berechnung oder einfach „Statik“ genannt). In der Schweiz findet man es unter dem Oberbegriff "Sicherheitsplan".

## Anwendungsbereiche
Berechnet wird der sogenannte Grenzzustand der Tragfähigkeit und oft auch der Grenzzustand der Gebrauchstauglichkeit. Es werden Sicherheitsfaktoren gegen das Versagen auf verschiedene Art und Weise errechnet, gegen Gleiten, Abrutschen, Abheben, Umkippen, Ausbeulen und je nach Anwendungsfall weitere Versagensformen.
Ein Gleitsicherheitsnachweis oder ein Kippsicherheitsnachweis kann Teil eines Standsicherheitsnachweises sein.
Der Standsicherheitsnachweis von Bauwerken ist die Berechnung und Dimensionierung eines Tragwerkes, so dass es für seine Lebensdauer die angenommenen Belastungen (Eigengewicht, Anbauten etc., Schnee-/Wind-/Verkehrslasten …) aufnehmen kann.
Es gibt Standsicherheitsnachweise auch auf anderen Gebieten, z. B. in der Geotechnik Nachweise gegen Gelände- und Böschungsbruch, Grundbruch, bei Geländesprüngen, für Gebirge und Fels z. B. im Tunnel- und Kavernenbau. Weiter gibt es Standsicherheitsnachweise für Stauanlagen (nach DIN 19700), für fliegende Bauten nach DIN EN 13782, für Gerüste nach EN 12811, für Bühnen, die zeitweise aufgebaut werden, für Fahrzeuge (dort meist ein Kippsicherheitsnachweis) etc.
Bestimmte einzelne Nachweise betrachten nur einen Teilaspekt der Standsicherheit bzw. bestimmte Versagensmechanismen. Das sind zum Beispiel: Gleitsicherheitsnachweis, Kippsicherheitsnachweis, Rissbreitennachweis, Gebrauchstauglichkeitsnachweis.

## Verfahren
Ein Standsicherheitsnachweis bedeutet, dass man die auftretenden Belastungen und Einwirkungen (Kräfte, Spannungen) den vorhandenen Widerständen (zum Beispiel Zug-, Druck- und Schubfestigkeit) gegenüberstellen muss. Deren Verhältnis ist der Sicherheitsfaktor. Die auftretenden Lasten müssen in den Baugrund bzw. die Standfläche abgeleitet werden, ohne dass das Tragwerk in seiner Standsicherheit gefährdet wird und somit ein Risiko für die Benutzer darstellt. Bei einem Standsicherheitsnachweis verwendet man Rechenmodelle, die das Bauwerk mehr oder weniger genau nachbilden. Der Nachweis muss im Allgemeinen für verschiedene Lastfälle geführt werden, die unterschiedliche Sicherheitsfaktoren haben können. Je seltener ein Lastfall auftreten kann, desto geringer darf der Sicherheitsfaktor sein.
Bei einem Standsicherheitsnachweis sind die auftretenden Einwirkungen den vorhandenen Widerständen (Festigkeiten) gegenüberzustellen, wobei ein ausreichender Sicherheitsabstand einzuhalten ist.
Die auftretenden Einwirkungen (Belastungen, äußere Kräfte) erzeugen Spannungen und Schnittgrößen (innere Kräfte, Druck-, Zug- und Schubspannungen).
Der Sicherheitsabstand, den man verlangen und erreichen muss, ist von den statistischen Streuungen in den Berechnungsannahmen (Kennwerten, Festigkeiten) und von der Genauigkeit beim Rechnen abhängig.
Darüber hinaus muss der Gebrauchstauglichkeit Genüge getan werden, das heißt, es darf zu keinen großen Verformungen (z. B. durchhängende Balken) oder anderen Schäden (Risse im Beton, Schwingungsanfälligkeit einer Decke etc.) kommen. Diese Mängel beeinflussen i. d. R. nicht die Standsicherheit eines Traggliedes/Tragwerkes, aber stören das Aussehen und erschweren einen weiteren Ausbau.
Standsicherheitsnachweise dürfen je nach Bauwerksgröße und -art von Ingenieuren oder bei Bauvorhaben geringer Schwierigkeit auch von staatlich geprüften Bautechnikern geführt werden. Kommt der Standsicherheitsnachweis zu dem Ergebnis, dass die Standsicherheit nicht ausreichend ist, so muss das Bauwerk stärker bemessen (dimensioniert) werden, zum Beispiel durch festeres Baumaterial, mehr Bewehrung, größere Trägerquerschnitte, dickere Stützen, geringere Spannweiten, größere Aufstandsflächen usw.

### Regelungen in Deutschland
Die Baubehörden verlangen in Deutschland für jede Art von Bauwerk ab einer gewissen Größe Standsicherheitsnachweise, die zur Erteilung der Baugenehmigung vorgelegt werden müssen. Die Nachweise, die man führen muss, unterscheiden sich je nach Art des Bauwerks. Sie sind meistens in DIN-Normen vorgeschrieben, für Tragwerke aus Beton zum Beispiel in der DIN 1045.
Es gibt Nachweise für Gesamtbauwerke (globale Sicherheit) und Einzelnachweise für Teile eines Bauwerks (lokale Sicherheit).
Standsicherheitsnachweise werden meistens nach den Regeln von DIN EN-Normen, den Eurocodes geführt. Die folgenden sind Beispiele:
- Die DIN EN 1992 befasst sich mit der Standsicherheit von Stahlbetonbauwerken.
- Die DIN EN 1993 befasst sich mit der Standsicherheit im Stahlbau.
- Die DIN EN 1995 befasst sich mit der Standsicherheit von Holzbauwerken.
- Die DIN EN 1996 befasst sich mit der Standsicherheit von Mauerwerk.
- Die DIN EN 1997 befasst sich mit der Standsicherheit von Stützbauwerken, Böschungen und Hängen, insbesondere mit Geländebruchberechnungen.

- Die DIN 19700 befasst sich mit der Standsicherheit von Staubauwerken.
- Die DIN 18008 fordert den Standsicherheits- sowie den Gebrauchstauglichkeitsnachweis für Glas